# NGC 3412
NGC 3412 is een lensvormig sterrenstelsel in het sterrenbeeld Leeuw. Het hemelobject werd op 8 april 1784 ontdekt door de Duits-Britse astronoom William Herschel.

## Synoniemen
- UGC 5952
- MCG 2-28-16
- ZWG 66.38
- PGC 32508